# Los aires del presagio
Los aires del presagio es un libro contentivo de colaboraciones periodísticas, traducciones y otros escritos del poeta venezolano José Antonio Ramos Sucre. Este libro, compilado, prologado y anotado por Rafael Ángel Insausti, se publicó inicialmente en 1960; posteriormente, se elaboró una segunda edición aumentada en el año 1976.

## Prólogo
En la introducción de Los aires del presagio y a manera de prólogo, Insausti realiza un recorrido sobre la producción de Ramos Sucre desde la perspectiva de su persona literaria.  El autor, identifica el inicio de promoción literaria del poeta a partir de la traducción del prólogo en latín de Chauveton para la obra de Benzoni titulada Historia del Nuevo Mundo (Novae novi orbis historiae libri tres) de 1572 que publicó en 1911 en El Cojo Ilustrado. 
Posteriormente, Insausti describe el proceso de producción literaria de Ramos Sucre y la publicación de sus tres libros: La Torre de Timón  de 1925; Las formas del fuego y El cielo de esmalte ambos de 1929. 
En cuanto a la reacción y acogida de las dos últimas obras de Ramos Sucre, en Los aires del presagio Insausti condena la apreciación crítica que expresó la prensa de la época sobre el poeta: les pareció que Ramos Sucre atendía más a la forma que al contenido de las ideas plasmadas en sus poemas.  Estas ideas sobre el cuidado de la forma intentaban -sin éxito- ubicar al poeta Ramos Sucre en el debate entre los movimientos del parnasianismo y romanticismo que se apreciaba en la literatura venezolana a la par de un creciente criollismo. 

## Contenido
La labor de compilador realizada por Insausti en Los aires del presagio permite apreciar los escritos y colaboraciones periodísticas que Ramos Sucre publicó, desde 1912, sobre temas variados y en diviersos medios venezolanos como el «El Cojo Ilustrado», «El Tiempo», «El Universal», «El Nuevo Diario» y las revistas «Elite», «La Universidad» y «Renovación».  Asimismo, publicó los aforismos y pensamientos que el poeta escribió entre 1926 y 1929 bajo el título de  "Granizadas".  Estos escritos  serían el origen de las críticas de sus contemporáneos  y de las acusaciones de misoginia que enfrentó el poeta en sus últimos años de su vida. 
Finalmente, Los aires del presagio contiene las traducciones que José Antonio Ramos Sucre publicó en  1911 y  1916 del prólogo en latín de Chauveton para la obra de Benzoni y de los poemas del alemán Ludwig Uhland&thinsp.